# Prva crnogorska liga (2016/2017)
Sezon 2016/17 Prva crnogorska liga – 11. edycja rozgrywek czarnogórskiej Prva ligi w piłce nożnej, najwyższej piłkarskiej klasy rozgrywkowej w Czarnogórze.
Rozgrywki toczyły się w jednej grupie i występowało w nich 12 drużyn. Po zakończeniu sezonu mistrz zapewnił sobie start w eliminacjach do Ligi Mistrzów, a wicemistrz i 3. drużyna oraz zwycięzca Pucharu Czarnogóry zagrają w eliminacjach do Ligi Europy UEFA. Od sezonu 2017/18 w Prva lidze występować będzie 10 drużyn, dlatego trzy ostatnie drużyny spadły do Drugiej crnogorskiej ligi, a drużyny z 8. i 9. miejsca w tabeli zagrają w barażu o pozostanie w Prva lidze z 2. i 3. drużyną Drugiej ligi.
Sezon rozpoczął się 6 sierpnia 2016, a zakończył 27 maja 2017. Tytuł zdobyła drużyna FK Budućnost Podgorica. Tytuł króla strzelców zdobył Zoran Petrović (FK Mladost Podgorica), który strzelił 14 goli.

## Prva crnogorska liga

### Drużyny
W Prva crnogorskiej lidze w sezonie 2016/17 występowało 12 drużyn.
| Drużyna                                                        | Miasto           | Sezon 2015/16 | Uwagi                               |
| Drużyny, które występowały w Prva crnogorskiej lidze 2015/16:  |                  |               |                                     |
| FK Mladost Podgorica                                           | Podgorica        | 1 miejsce     |                                     |
| FK Budućnost Podgorica                                         | Podgorica        | 2 miejsce     |                                     |
| FK Rudar Pljevlja                                              | Pljevlja         | 3 miejsce     |                                     |
| FK Bokelj Kotor                                                | Kotor            | 4 miejsce     |                                     |
| FK Sutjeska Nikšić                                             | Nikšić           | 5 miejsce     |                                     |
| FK Dečić Tuzi                                                  | Tuzi             | 6 miejsce     |                                     |
| FK Grbalj Radanovići                                           | Radanovići       | 7 miejsce     |                                     |
| FK Zeta Golubovci                                              | Golubovci        | 8 miejsce     |                                     |
| FK Lovćen                                                      | Cetinje          | 9 miejsce     |                                     |
| FK Iskra Danilovgrad                                           | Danilovgrad      | 10 miejsce    | wygrał baraże z FK Bratstvo Cijevna |
| OFK Petrovac                                                   | Petrovac na Moru | 11 miejsce    | wygrał baraże z FK Cetinje          |
| Drużyna, która awansowała z Drugiej crnogorskiej ligi 2015/16: |                  |               |                                     |
| FK Jedinstvo Bijelo Polje                                      | Bijelo Polje     | 1 miejsce     |                                     |

### Tabela
| Poz. | Klub                      | M  | Pkt.  | Mecze | Mecze | Mecze | Bramki | Bramki |
| Poz. | Klub                      | M  | Pkt.  | zwy.  | rem.  | por.  | zdob.  | stra.  |
| ---- | ------------------------- | -- | ----- | ----- | ----- | ----- | ------ | ------ |
| 1    | FK Budućnost Podgorica    | 33 | 57    | 17    | 6     | 10    | 52     | 28     |
| 2    | FK Zeta Golubovci         | 33 | 57 *  | 19    | 6     | 8     | 38     | 17     |
| 3    | FK Mladost Podgorica      | 33 | 57    | 16    | 9     | 8     | 46     | 22     |
| 4    | FK Sutjeska Nikšić        | 33 | 55    | 15    | 10    | 8     | 43     | 25     |
| 5    | FK Dečić Tuzi             | 33 | 50    | 14    | 8     | 11    | 27     | 32     |
| 6    | FK Iskra Danilovgrad      | 33 | 49    | 14    | 7     | 12    | 29     | 32     |
| 7    | FK Grbalj Radanovići      | 33 | 46    | 11    | 13    | 9     | 28     | 25     |
| 8    | FK Rudar Pljevlja         | 33 | 42    | 11    | 9     | 13    | 35     | 31     |
| 9    | OFK Petrovac              | 33 | 39    | 11    | 6     | 16    | 30     | 50     |
| 10   | FK Bokelj Kotor           | 33 | 36    | 8     | 12    | 13    | 28     | 34     |
| 11   | FK Lovćen                 | 33 | 34 ** | 10    | 7     | 16    | 25     | 36     |
| 12   | FK Jedinstvo Bijelo Polje | 33 | 14    | 3     | 5     | 25    | 20     | 69     |

| Legenda:                                      |
| eliminacje do Ligi Mistrzów                   |
| eliminacje do Ligi Europy UEFA                |
| baraże o pozostanie w Prva crnogorskiej lidze |
| spadek do Drugiej crnogorskiej ligi           |

- FK Budućnost Podgorica start w eliminacjach do Ligi Mistrzów 2017/18.
- FK Zeta Golubovci, FK Mladost Podgorica i FK Sutjeska Nikšić (zwycięzca Pucharu Czarnogóry) start w eliminacjach do Ligi Europy UEFA 2017/18.
- FK Rudar Pljevlja i OFK Petrovac wygrały swoje mecze barażowe i pozostały w Prva lidze 2017/18.
- FK Jedinstvo Bijelo Polje, FK Lovćen i FK Bokelj Kotor spadły do Drugiej crnogorskiej ligi 2017/18.

 * FK Zeta Golubovci został ukarany 6. punktami ujemnymi.
 ** FK Lovćen został ukarany 3. punktami ujemnymi.

## Baraż o pozostanie w Prva lidze

### FK Rudar Pljevlja-FK Otrant Ulcinj
|         | Data           | Drużyna 1.        | Drużyna 2.        | Wynik |
| 1. mecz | 31 maja 2017   | FK Otrant Ulcinj  | FK Rudar Pljevlja | 1:0   |
| Rewanż  | 4 czerwca 2017 | FK Rudar Pljevlja | FK Otrant Ulcinj  | 3:0   |

- FK Rudar Pljevlja wygrał mecze barażowe i pozostał w Prva lidze.
- FK Otrant Ulcinj przegrał mecze barażowe i pozostał w Drugiej crnogorskiej lidze.

### OFK Petrovac-FK Ibar Rožaje
|         | Data           | Drużyna 1.     | Drużyna 2.     | Wynik |
| 1. mecz | 31 maja 2017   | OFK Petrovac   | FK Ibar Rožaje | 4:0   |
| Rewanż  | 4 czerwca 2017 | FK Ibar Rožaje | OFK Petrovac   | 1:1   |

- OFK Petrovac wygrał mecze barażowe i pozostał w Prva lidze.
- FK Ibar Rožaje przegrał mecze barażowe i pozostał w Drugiej crnogorskiej lidze.